# Sven Olving
Sven Olving (Tallin, Estonia, 11 de septiembre de 1928  – Gotemburgo, Suecia, 1 de marzo de 2016), fue un profesor sueco y rector de la Universidad Tecnológica Chalmers.

## Biografía
Sven Olving, quien se graduó de bachiller en Sigtuna en 1947, obtuvo su título de ingeniero eléctrico en Chalmers en 1952, su licenciatura en tecnología en 1957 y su doctorado en tecnología, así como el título de docente en ingeniería eléctrica, en 1960. Trabajó en SKF de 1947 a 1948 y en Elektroskandia en Gotemburgo de 1949 a 1952. Posteriormente, fue asistente de investigación en Chalmers de 1952 a 1955, profesor adjunto de tecnología de ondas ultracortas de 1955 a 1957, laborator interino en electrónica de 1957 a 1960, profesor asociado en la Universidad de Cornell en Nueva York de 1960 a 1961, laborator en electrónica en Chalmers de 1961 a 1963, profesor de física electrónica II desde 1963, vicerrector de 1966 a 1974 y finalmente rector de 1974 a 1989.
Olving fue presidente del consejo de administración de AB Volvofinans de 1980 a 1994, miembro del consejo de Götabanken de 1987 a 1993, vicepresidente y presidente de la región oeste desde 1976, miembro del consejo de AB Electrolux de 1967 a 1996, de la Société Européenne pour la Formation d'Ingénieurs (SEFI) en Bruselas de 1975 a 1981, de AB Götaverken desde 1977, de Svenska Varv AB desde 1977, de Svenska Varv Development AB (Swedyards Development Corp.) de 1978 a 1984, del Consejo de Desarrollo Tecnológico de 1977 a 1989, de Celsius Industri AB desde 1977, de la región universitaria de Gotemburgo desde 1977, de la Administración de Universidades y Escuelas Superiores de 1980 a 1983, de Telefon AB L M Ericsson de 1980 a 1996, de Boliden AB de 1982 a 1987, de Götaverken Energy Systems de 1983 a 1990, de ABB Hafo de 1989 a 1993, de Trelleborg AB desde 1987, de Catena y de Adtec AB de 1991 a 1994.
Sven Olving fue elegido miembro de la Academia Sueca de Ciencias de la Ingeniería (división XI) en 1972, vicepresidente de 1978 a 1980, presidente de 1989 a 1991, miembro de la Real Academia de Ciencias de Suecia en 1986, miembro de la Sociedad Real de Ciencias y Letras de Gotemburgo en 1976 y de Sigma Xi en Estados Unidos.

## Premios y distinciones
Fue nombrado miembro honorario del Imperial College of Science and Technology en Londres en 1978, doctor honorario en filosofía en la Universidad de Strathclyde en Glasgow en 1989 y en la Universidad Técnica de Tallin en 1991. Recibió el FrPAcad en 1981, el ChalmersM en 1991 y la insignia de mérito de la ciudad de Gotemburgo en 1991.

## Familia
Sven Olving fue hijo de Verner Olving y Toni Olving, de soltera Laas. Se casó por primera vez el 29 de septiembre de 1950 con la trabajadora social Eha Engman (1928–1987), hija del escribano Louis Engman y Marianne Engman, de soltera Evardt, y por segunda vez en 1997 con Birgitta Holmström (nacida en 1936).